# Khu dã sinh

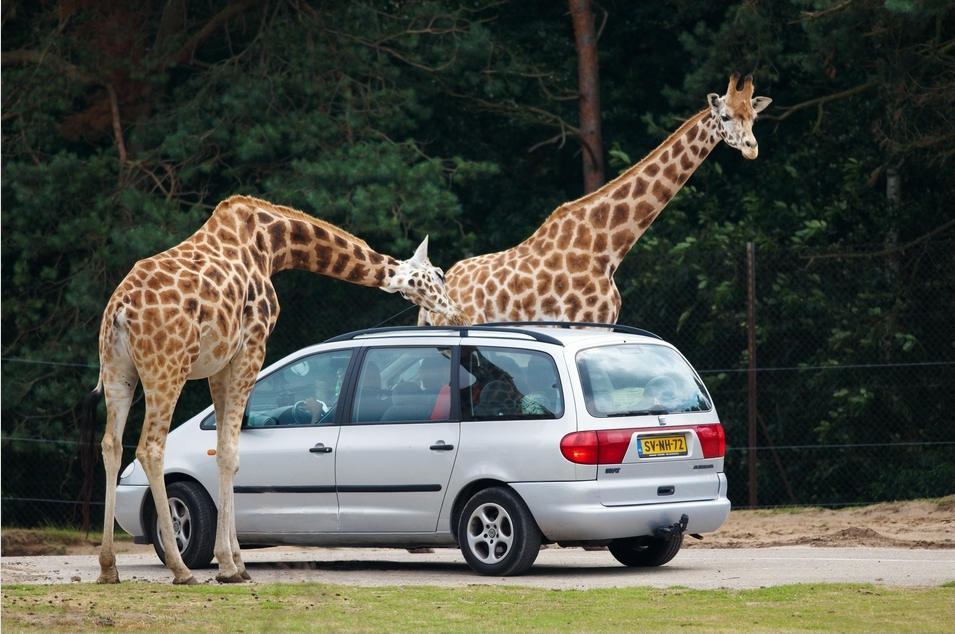
Hưu cao cổ ở Khu dã sinh Beekse Bergen, Hà Lan

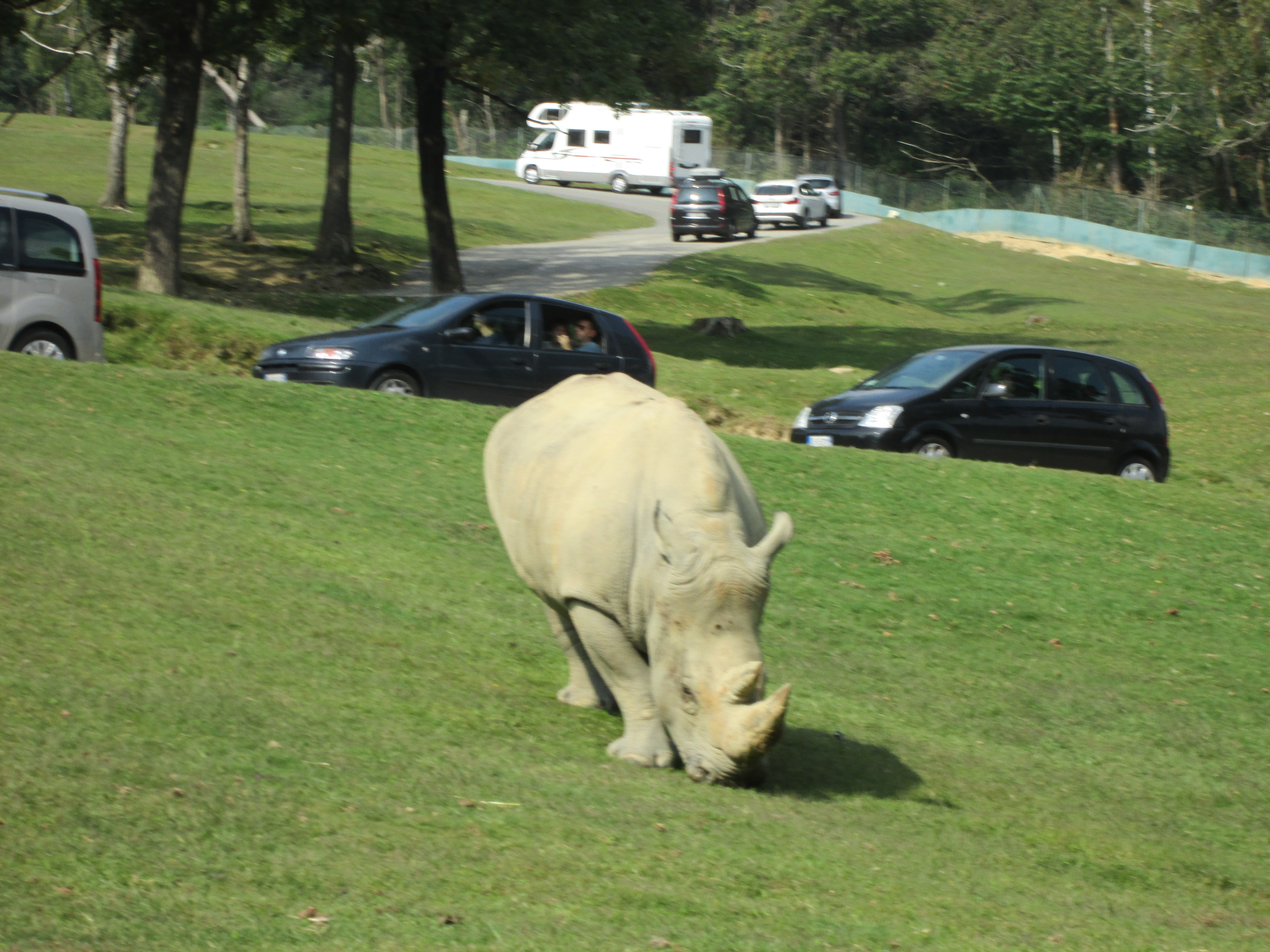
Tê giác trắng ở Khu dã sinh Pombia, Ý

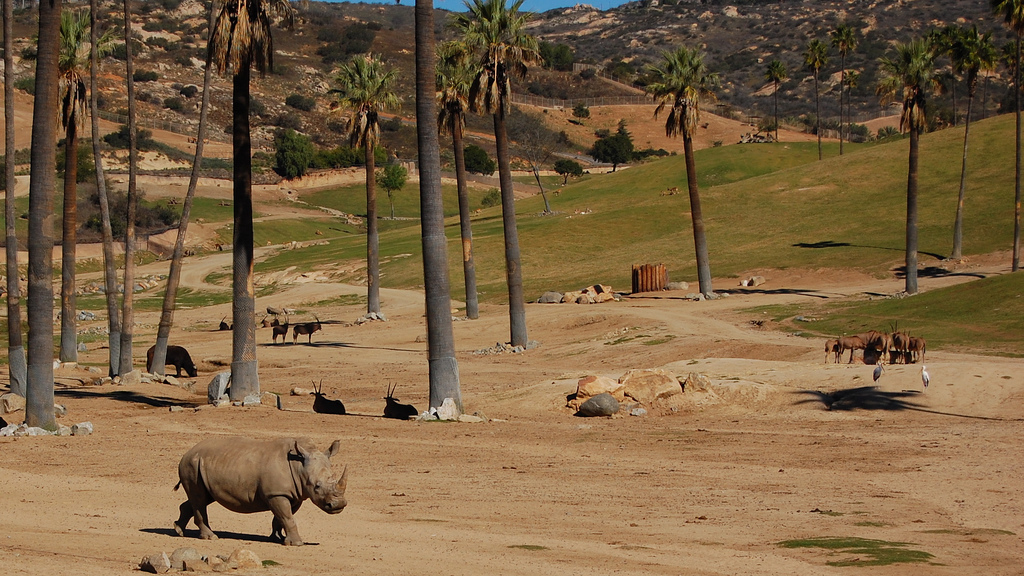
Tê giác đen châu Phi ở Khu dã sinh San Diego, Hoa Kỳ

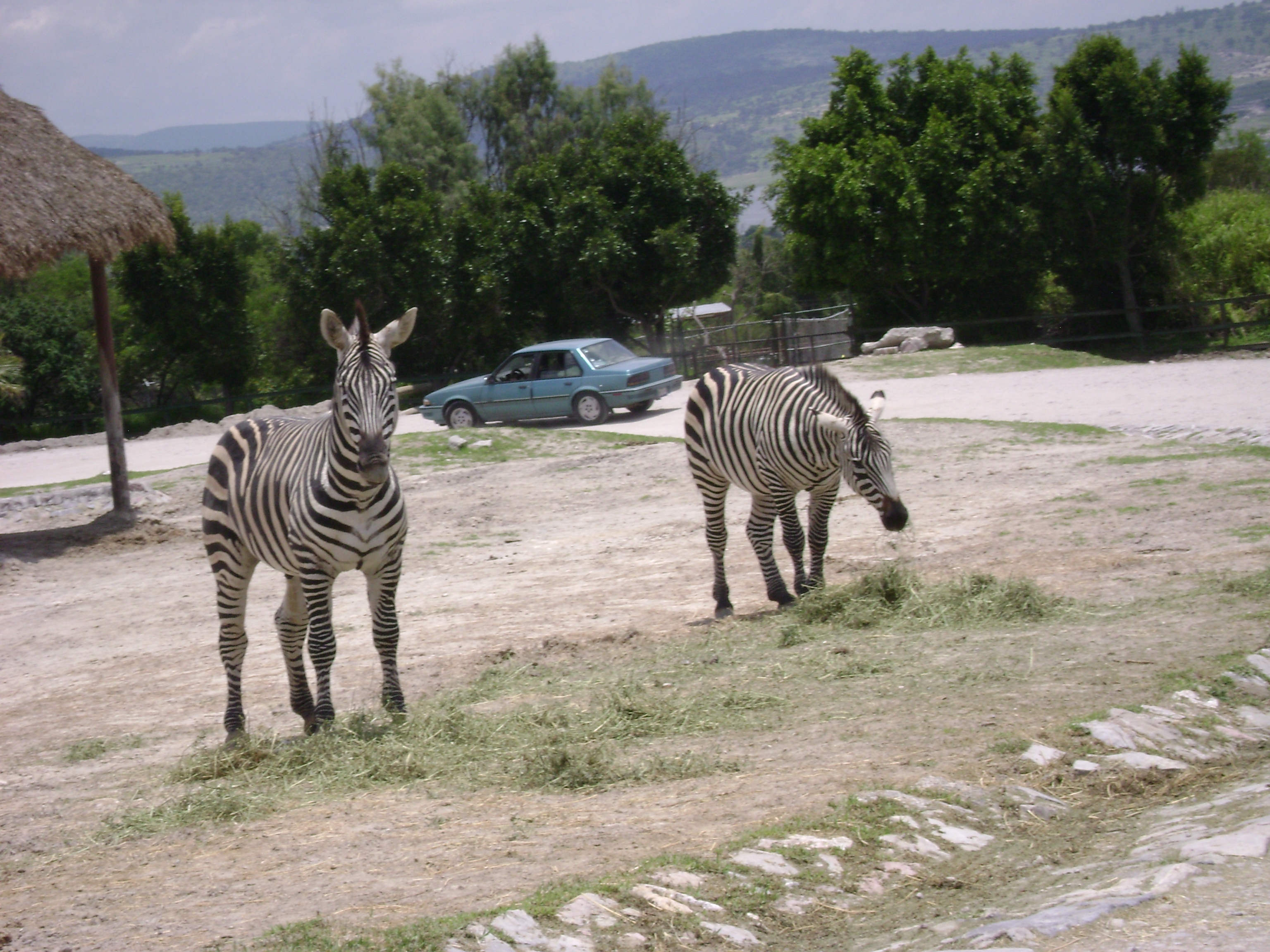
Ngựa vằn ở Khu dã sinh Africam, México

Khu dã sinh, Công viên dã sinh hay còn gọi là công viên động vật hoang dã safari, là một nơi du khách có thể dùng phương tiện giao thông bảo đảm an toàn sinh mạng (ví dụ xe đóng kín cửa) để tham quan các loại động vật trong môi trường sống tự nhiên của chúng mà không bị nhốt trong chuồng. Những động vật được ưa thích thường có nguồn gốc từ vùng Hạ Sahara như Hươu cao cổ, Sư tử, Tê giác, Voi, Ngựa vằn, và Linh dương.
Khu dã sinh thường lớn hơn Sở thú nhưng lại nhỏ hơn Khu bảo tồn hay Công viên quốc gia. Ví dụ như Khu dã sinh sư tử châu Phi ở Hamilton, Ontario, Canada có diện tích 750 mẫu Anh (3,0 km2); Hồ Nakuru ở Thung lũng Vực Lớn, Kenya, có diện tích 168 kilômét vuông (65 dặm vuông Anh); khu bảo tồn Đông Tsavo, cũng ở Kenya, bao phủ trên diện tích tới 11.747 kilômét vuông (4.536 dặm vuông Anh).
Khu dã sinh thường gắn liền với những hoạt động giải trí ngoài trời thu hút du khách khác như: sân gôn, diễu hành, nhà hàng, tàu hỏa thám hiểm, và khu bán quà lưu niệm.

## Lịch sử

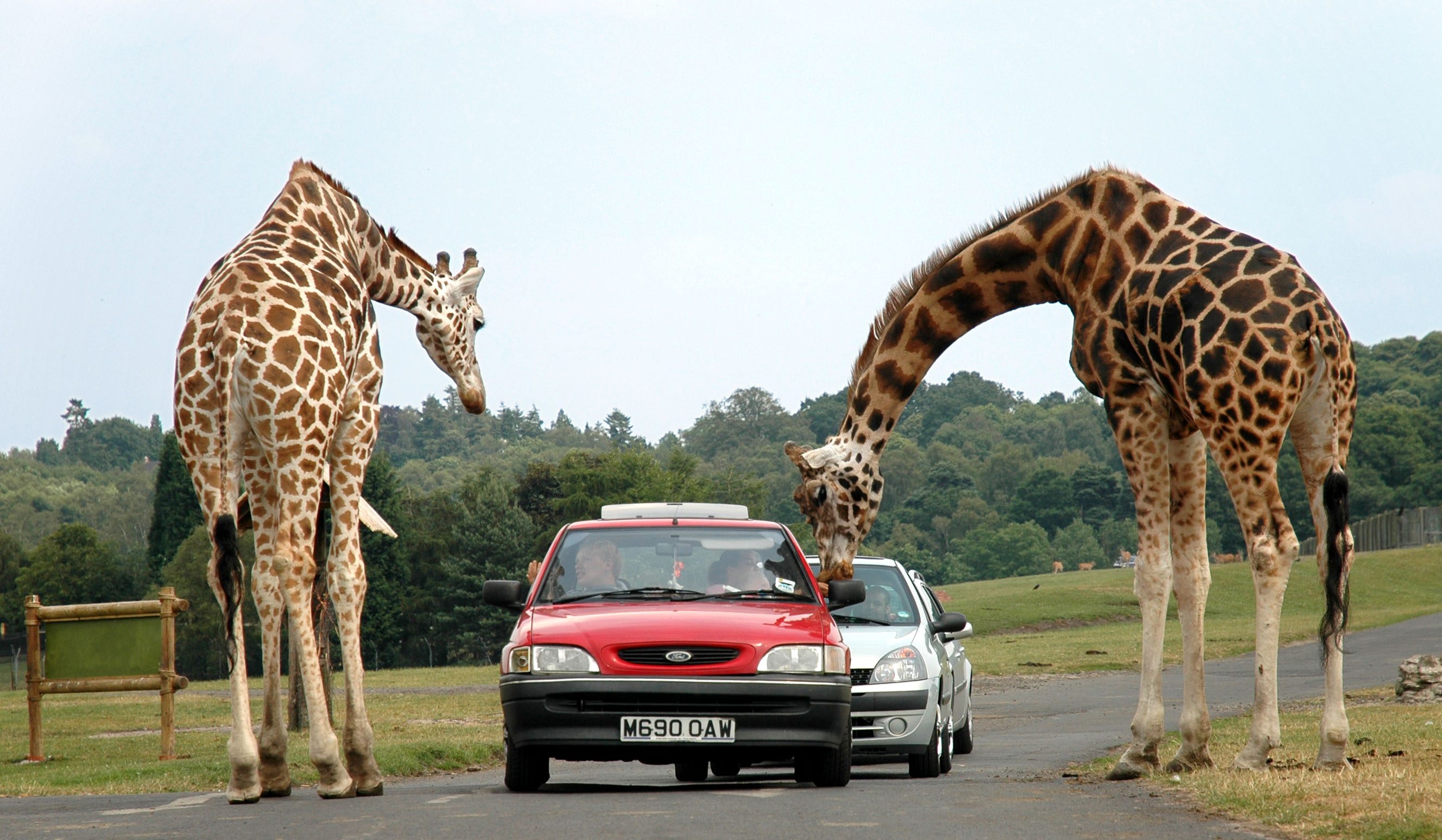
Hưu cao cổ được du khách cho ăn ở Công viên dã sinh Tây Midland, Anh

Tiền thân của Khu dã sinh là Công viên Phi Châu-Mỹ (1953–1961) ở Florida.
Khu dã sinh đầu tiên tham quan Sư tử bằng xe dã chiến mở cửa năm 1963 ở Thảo cầm viên Tama thuộc Tokyo.
Phần lớn Khu dã sinh được lập ra trong khoảng thời gian ngắn khoảng 10 năm, từ 1966 cho tới 1975.
- Châu Âu
  - Vương quốc Anh: Longleat (1966), Windsor (1969–1992), Woburn (1970), Blair Drummond (1970), Knowsley (1971), Lambton (Lion Park, 1972–1980), Bewdley (West Midland Safari Park, 1973)
  - Pháp: Thoiry (Réserve Africaine, 1968), Peaugres (Safari de Peaugres, 1974), Sigean (Réserve africaine de Sigean, 1974), Saint-Vrain (Parc du Safari de Saint-Vrain, 1975–1998), Obterre (Haute Touche Zoological Park, 1980) owned by the Muséum national d'histoire naturelle, Port-Saint-Père (Planète Sauvage, 1992)
  - Hà Lan: Hilvarenbeek (Safaripark Beekse Bergen, 1968)
  - Đức: Gelsenkirchen (Löwenpark, 1968–1989), Tüddern (Löwen-Safari,1968–1990), Stuckenbrock (Hollywood und Safaripark, 1969), Hodenhagen (Serengeti Park, 1974)
  - Ý: Bussolengo (Safari del Garda, 1969), Fasano (Zoosafari, 1973), Pombia (Safari Park, 1976), Murazzano (Parco Safari delle Langhe, 1976), Ravenna (Safari Ravenna, 2012)
  - Đan Mạch: Givskud (Løveparken, 1969), Knuthenborg (Knuthenborg Safari Park, 1969)
  - Thụy Điển: Kolmården (Safari Park, 1972–2011), Smålandet (Markaryds Älg & Bison Safari,?)
  - Áo: Gänserndorf (Safaripark, 1972–2004)
  - Tây Ban Nha: Cabárceno (Parque de la Naturaleza, 1990)
  - Bồ Đào Nha: Badoca Safari Park (Badoca Safari Park)
  - Nga: Kudykina Gora (Кудыкина гора)
- Châu Mỹ
  - Hoa Kỳ
    - Florida: Loxahatchee (Lion Country Safari, 1967)
    - California: Escondido (San Diego Zoo Safari Park, Trước đây làSan Diego Wild Animal Park, 1972)
    - Louisiana: Epps (High Delta Safari Park)
    - Maryland: Largo (The Largo Wildlife Preserve, 1973–1978, Hiện là nơi của Six Flags America)
    - Nebraska: Ashland (Lee G. Simmons Conservation Park and Wildlife Safari)
    - New Jersey: Jackson (Great Adventure, 1974, Hiện là nơi của Six Flags Great Adventure & Wild Safari)
    - New Jersey: West Milford ("Warner Brothers Jungle Habitat", 1972-1976)
    - Texas: Grand Prairie (Lion Country Safari, 1971–1992), San Antonio (Natural Bridge Wildlife Ranch, 1984), Glen Rose (Fossil Rim Wildlife Ranch, 1984)
    - Oregon: Winston (Wildlife Safari, 1973)
    - Ohio: Port Clinton (African Safari Wildlife Park, 1973), Mason (Lion Country Safari at Kings Island, 1974–1993)
    - Virginia: Doswell (Lion Country Safari at Kings Dominion, 1974–1993), Natural Bridge(Virginia Safari Park, 2000)
    - Georgia: Pine Mountain (Wild Animal Safari, 1991)

  - Canada
    - Ontario: Flamborough (African Lion Safari, 1969)
    - Quebec: Hemmingford (Parc Safari Africain, 1972)
    - Quebec: Montebello (Parc Omega)

  - México:
    - Puebla (Africam Safari, 1972)
    - Morelos (Zoofari, 1984)

  - Guatemala: Escuintla (Auto Safari Chapin, 1980)
  - Chi Lê: Rancagua (Safari Park Rancagua, 2009)

- Châu Á

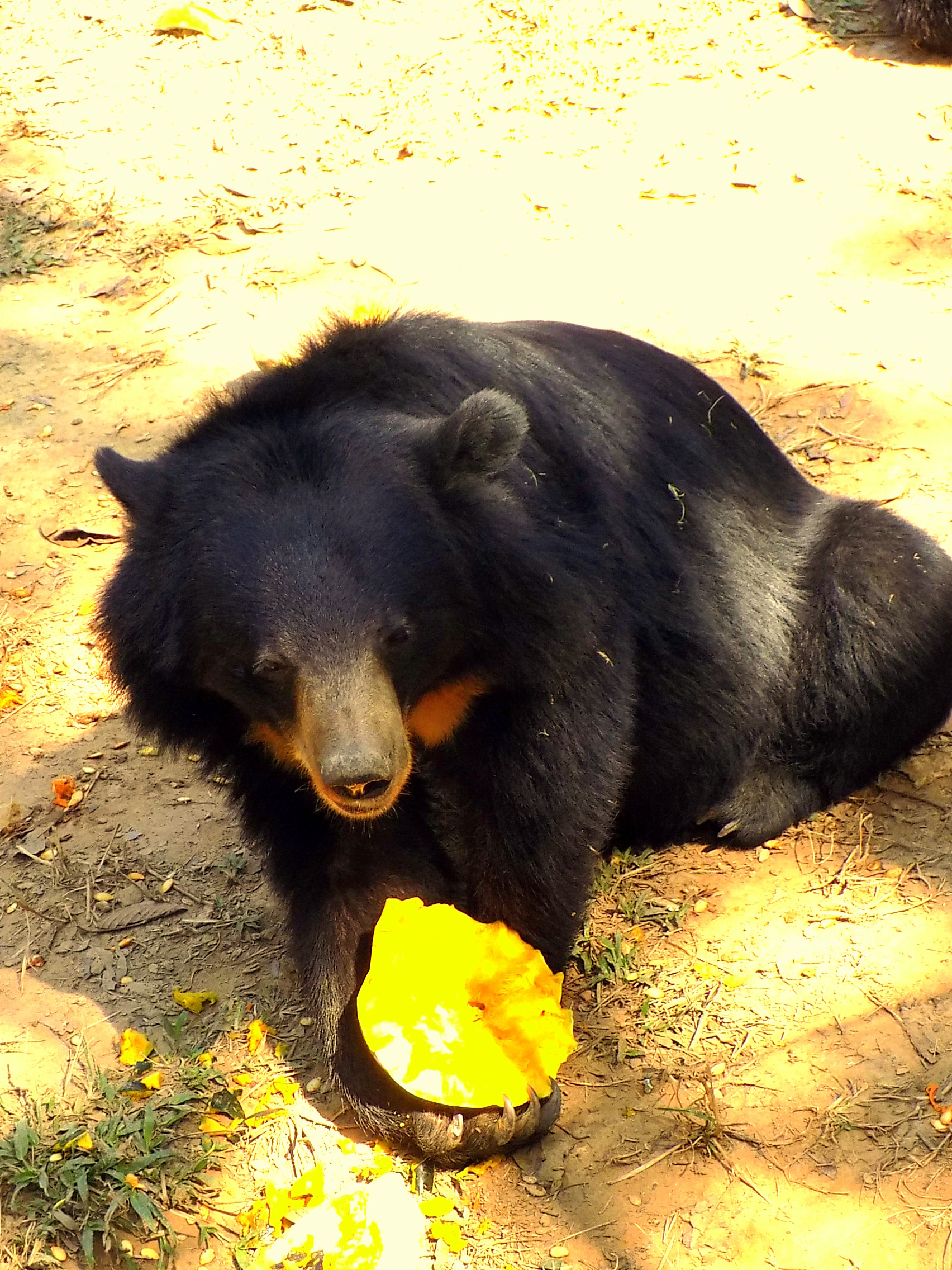
Khu dã sinh Bangabandhu Sheikh Mujib, Bangladesh

  - Bangladesh: Cox's Bazar (Dulahazara Safari Park, 1999) 
    - Gazipur (Bangabandhu Sheikh Mujibur Rahman Safari Park, 2013)
    - Ấn Độ: Corbett national park, Bannerghatta safari park, hemis safri park, kannah, bandipur, bandhavgarh

  - Do Thái: Ramat-Gan (1974)
  - Nhật Bản: Miyazaki (Safari Park, 1975), Usa (Kyushu African Safari, 1976), Mine (Akiyoshidai Safari Land, 1977), Tomioka (Gunma Safari Park, 1979), Susono (Fuji Safari Park, 1980), Himeji (Central Park, 1984)
  - Phi-lip-pin: Calauit (Calauit Safari Park, 1975), Olongapo (Zoobic Safari, 2003)
  - Pa-kis-tan: Lahore (Lahore Zoo Safari, 2009, formerly Lahore Wildlife Park, 1982)
  - Thái Lan: Bangkok (Safari World, 1988)
  - Trung quốc: Shenzhen (Safari Park, 1993), Shanghai (Wild Animal Park, 1995), Guangzhou (Xiangjiang Safari Park, 1997), Jinan (Safari Park, 1999), Badaling (Safari World, 2001)
  - In-đô: Taman Safari, Với 3 khuôn viên ở Bogor, Mount Arjuno và Bali (khu ở Bali có cả Công viên hải dương)
  - Mã Lai: Malacca (A'Famosa Animal World Safari)
  - Sing: (Night Safari, Singapore)
  - Đài Loan: Xinzhu (Leofoo Safari Park)
  - Việt Nam: FLC Zoo Safari Park Quy Nhơn; Vinpearl Safari Phú Quốc
- Châu Đại Dương
  - Úc
    - New South Wales: Warragamba (African Lion Safari, 1968-1991)
    - Nam Úc: Monarto (Monarto Safari Park, 1983)
    - Victoria: Werribee (Vườn thú mở rộng Werribee, 1983)
    - Tây Úc: Wanneroo (Công viên sư tử Wanneroo, 1971–1988)
- Châu Phi
  - Ai Cập: Alexandria (Africa Safari Park, 2004)